# Roja de Guipúzcoa
Roja de Guipúzcoa es el nombre de una variedad cultivar de manzano (Malus domestica) Está cultivada en la colección del Banco de Germoplasma del manzano de la Universidad Pública de Navarra con el N.º BGM011, ejemplares procedentes de esquejes localizados en Lecároz localidad de  Baztán, Navarra.

## Sinónimos
- "Manzana Roja de Guipúzcoa",[7][8]
- "Gorri Gorri".[9][10]

## Características
El manzano de la variedad 'Roja de Guipúzcoa' tiene un vigor alto. El árbol tiene tamaño medio y porte erecto, con tendencia a ramificar baja, con hábitos de fructificación en ramos cortos y largos; ramos con pubescencia fuerte; presencia de lenticelas escasa; grosor de los ramos medio; longitud de los entrenudos corta.
Las flores son de un tamaño medio; con la disposición de los pétalos superpuestos; color de la flor cerrada roja, y el color de la flor abierta 
blanco rosado; longitud de estilo / estambres más lagos; punto de soldadura del estilo lejos de la base; Época de floración tardía, con una duración de la floración media. Incompatibilidad de alelos S3 S9.
Las hojas tienen una longitud del limbo de tamaño medio, con color verde, pubescencia presente, con la superficie poco brillante. Forma del limbo es ovalado, forma del ápice apicular, forma de los dientes ondulados, y la forma de la base del limbo redondeado. Plegamiento del limbo plegado, con porte erguido; estípulas filiformes; longitud del pecíolo medio.
La variedad de manzana 'Roja de Guipúzcoa' tiene un fruto de tamaño pequeño, de forma globosa aplastada; con color de fondo verde blanquecino, con sobre color de importancia bajo, color del sobrecolor rojo, reparto del sobre color en placas continuas, y una sensibilidad al "russeting" (pardeamiento áspero superficial que presentan algunas variedades) débil; con una elevación del pedúnculo sobresale poco, grosor de pedúnculo fino, longitud del pedúnculo medio, anchura de la cavidad peduncular es media, profundidad cavidad pedúncular grande, importancia del "russeting" en cavidad peduncular débil; profundidad de la cavidad calicina es media, anchura de la cavidad calicina es media, importancia del "russeting" en cavidad calicina débil; apertura del ojo parcialmente abierto; color de la carne crema; acidez débil, azúcar alto, y firmeza de la carne alta.
Época de maduración y recolección media. Se usa como manzana de elaboración de sidra, tanto en la sidra del País Vasco, como en la sidra de Navarra.

## Susceptibilidades
- Oidio: ataque medio
- Moteado: ataque débil
- Fuego bacteriano: ataque medio
- Carpocapsa: ataque débil
- Pulgón verde: ataque medio
- Araña roja: ataque débil[4][13]